# Liste der Fischereikennzeichen in Polen
Das Fischereikennzeichen ist ein vorgeschriebenes Kennzeichen am Bug von Seefischerschiffen. Das Kennzeichen besteht aus einer Buchstabenfolge, die den Heimathafen bezeichnet, gefolgt von einer Registriernummer.
| Abkürzung | Heimathafen  |
| --------- | ------------ |
| GDY       | Gdynia       |
| HEL       | Hel          |
| KOL       | Kołobrzeg    |
| KOT       | Kołobrzeg    |
| KUZ       | Kuźnica      |
| LEB       | Łeba         |
| MRZ       | Mrzeżyno     |
| SOP       | Sopot        |
| UNI       | Unieście     |
| UST       | Ustka        |
| WLA       | Władysławowo |